# The Anarchist
The Anarchist és una obra de teatre de dues persones del 2012 escrita per David Mamet que es va estrenar a Broadway i fou protagonitzada per Patti LuPone i Debra Winger. L'"anarquista" del títol té el seu origen relacionat i potser basat en membres del grup Weather Underground, Judith Clark i Kathy Boudin, antics membres de Weather Underground, que van prendre part del robatori de Brink (1981).

## Argument
L'obra està ubicada a l'oficina d'un oficial de revisió de la llibertat condicional a una presó que està interrogant i duent a terme una entrevista prolongada amb un presoner de encarcerat des de fa temps per un crim de tipus Weather Underground durant el qual va matar dos agents de policia. El resultat nega el l'accés a la llibertat condicional al pres a causa de la dura naturalesa del crim i de la falta de remordiment que va mostrar pels seus delictes.

## Recepció
L'estrena de l'obra a Nova York no va tenir una bona acollida per la crítica. Escrivint a la seva revisió al New York Times el 2 de desembre 2012, Ben Brantley va escriure: "El senyor Mamet sempre s'ha preocupat tant per les paraules com a eines poderoses i com a camuflatge. És cert si el llenguatge és groller (com a 'Glengarry' i 'American Buffalo') o culte (com a 'Oleanna'). Això sovint ha implicat una certa autoconsciència verbal entre els seus personatges, però mai no ha estat tan aguda com a 'The Anarchist', en què ambdues dones són especialment conscients de les paraules com a instruments de distracció i del que Cathy anomena opacitat dels motius humans. Aquí només heu de seguir els arguments bàsics, no tingueu en compte les capes de motivació que l'envolten. I sense regalar massa, crec que és just revelar 'Anarchist', bàsicament, conclou que totes aquestes paraules polisíl·labes no signifiquen res, quan arribeu al mateix. El bé és el bé i el mal és el mal. Quan arribeu al final d' 'Anarchist', és possible que sentiu haver recorregut una carretera sinuosa per arribar-hi."
Després d'haver obert oficialment el diumenge 2 de desembre de 2012, els productors van publicar avisos de cloenda el dimecres següent i van cloure l'onra el 16 de desembre, després de només 23 previsualitzacions i 17 actuacions.
L'obra es va obrir a Madrid al mateix temps to positive reviews. La anarquista fou dirigida per José Pascual amb Magüi Mira com a Cathy (l'anarquista) i Ana Wagener com Ann (l'oficial de la presó). L'obra va tenir una producció del 2015 a Los Angeles, dirigida per Marja-Lewis Ryan amb Felicity Huffman i Rebecca Pidgeon. L'obra es va estrenar a Ohio als dies 1 i 2 de juliol de 2017 al Van Fleet Theatre de Columbus. Va ser produït per Stage Right Theatrics, l'únic teatre conservador del país teatre conservador del país Arxivat 2020-08-09 a Wayback Machine., i va ser escollit a causa de la molt publicitària conversió al conservadorisme del 2008.
En un article del 2017 per The Times Literary Supplement, Jaki Mccarrick va dir de November, Race, i The Anarchist que "es tracta d'obres de l'estat de la nació. Cadascuna d'elles és excel·lent i compta amb les marques registrades de Mamet (diàleg rítmic i enginyós, erudició, musicalitat impecable), alhora que són similars en la construcció i en la manera en què s'exploren les seves grans idees. Són prou diferents per ser tractades com a peces autònomes (tot i que estaria encantat de veure-les interpretar juntes)."